# Ovacık (Çankırı)
Ovacık is een dorp in het Turkse district Çankırı en telt 1022 inwoners (2000).
Centrale districtsplaats (İlçe Merkezi): Çankırı
Gemeenten (Beldeler): Geen
Dorpen (Köyler):
Ağzıbüyük · Ahlatköy · Akçavakıf · Alaçat · Alanpınar · Alıca · Altınlı · Aşağıçavuş · Aşağıpelitözü · Aşağıyanlar · Ayan · Balıbağı · Başeğmez · Bayındır · Beşdut · Bozkır · Çağabey · Çatalelma · Çayırpınar · Çiviköy · Danabaşı · Dedeköy · Değim · Dereçatı · Doğantepe · Dutağaç · Germece · Hasakça · İçyenice · İnaç · İncik · İnandık · Karadayı · Konak · Kuzuköy · Küçüklü · Ovacık · Paşaköy · Pehlivanlı · Satıyüzü · Süleymanlı · Tuzlu · Tüney · Ünür · Yeşilyurt · Yukarıçavuş · Yukarıpelitözü